# Fred Gerard
Frederick Frances Gerard, detto Fred Gerard (1823 – 1913), è stato un militare statunitense, ricognitore e interprete per il 7th Cavalry Regiment del tenente colonnello George Armstrong Custer durante la battaglia del Little Bighorn.

## Biografia
Visse oltre 31 anni tra i nativi e fu anche commerciante a Fort Berthold (Dakota); per qualche tempo fu sposato con una donna nativa, sorella di Whistling Bear (Orso Sibilante).
Gerard fu reclutato da George Armstrong Custer a Fort Abraham Lincoln (Dakota) per fungere da interprete con le guide Arikara/Ree.
Il 25 giugno 1876, durante l’avvicinamento all'area di scontro della Battaglia del Little Big Horn, nel corso della quale la colonna capeggiata dal t. col. Custer costituita da circa 210 unità venne completamente distrutta, Gerard accompagnò l’ufficiale su una collina, detta Crow Nest (Nido del Corvo), da cui fu possibile individuare le dimensioni dell’accampamento che si stendeva nella vallata.
All’inizio dell’attacco, al superamento di un guado del fiume Big Horn, Gerard si trovava con la colonna del maggiore Reno, vice comandante del 7º cavalleria, che venne subito ingaggiata in un combattimento con i nativi. L’esploratore tornò pertanto indietro per avvertire della situazione il comandante; riferì le sue informazioni al tenente William W. Cook (1846-1876), aiutante di Custer, ed al capitano Myles Keogh (1840-1876) per poi ricongiungersi con il reparto del maggiore Reno.
Quando il reparto del maggiore Reno si ritirò, nella mattinata del 26 giugno 1876, dopo quasi ventiquattro ore di assedio su quella che ancora oggi porta il nome di “Reno Hill” (Collina di Reno), Gerard fece parte di un gruppo di circa dodici uomini che fu lasciato indietro. Unitamente ad un'altra guida, Billy Jackson, al tenente Carlo Di Rudio, italiano, ed al soldato Thomas O’Neill si nascosero nei boschi che circondavano l’area. 
Scoperti da un gruppo di nativi, Gerard e Jackson, che avevano ancora i propri cavalli, si fecero inseguire per allontanare i guerrieri da Di Rudio e O'Neill, che erano appiedati, consentendo ai due di non essere catturati.
Successivamente Gerard servì inoltre come assistente al dottor Henry Porter, chirurgo, che prestò le prime cure ai feriti della Reno Hill.
Sopravvissuto al massacro del Little Big Horn, fu testimone a favore nel procedimento intentato contro il maggiore Reno per valutarne l’operato durante la battaglia.
Tornato alla vita civile dopo la battaglia, Fred Gerard sposò a Saint Louis (Missouri) Ella S. Waddell e, nel 1912, fornì il suo racconto della battaglia del Little Big Horn allo scrittore Fred Dustin.
Il suo personaggio, nella mini-serie televisiva  “Son of the Morning Star” del 1991, venne interpretato dall’attore Eric Lawson